# Der Baron Bagge

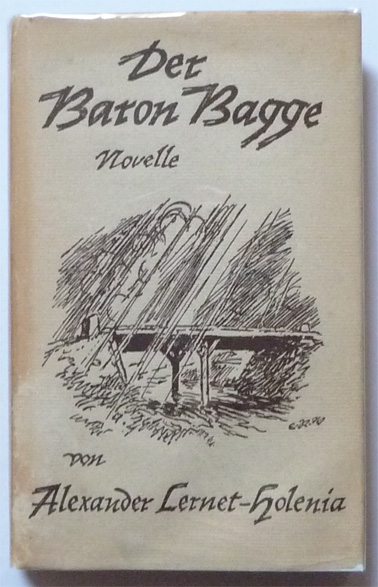
Der Baron Bagge, Erstausgabe, Fischer 1936

Der Baron Bagge ist eine Novelle von Alexander Lernet-Holenia, die im Jahr 1936 im S. Fischer Verlag erstmals veröffentlicht wurde. Sie gilt als eines der wichtigsten Werke des Autors und als Hauptwerk der phantastischen Literatur in Österreich.

## Inhalt
Die Rahmenhandlung spielt in Österreich zu einem nicht näher definierten Zeitpunkt in der Ersten Republik. Während eines Empfangs beim Ackerbauminister (historisch korrekt: Bundesministerium für Land- und Forstwirtschaft) kommt es zu einem Eklat. Einem gewissen Baron Bagge, der als Gutsbesitzer zurückgezogen in Kärnten lebt, wird vorgeworfen, dass seinetwegen zwei junge Frauen aus Liebeskummer Selbstmord begangen haben. Der anonyme Ich-Erzähler kann aber dazu beitragen, dass sich die peinliche Situation auflöst. Bagge und der junge Mann verlassen das Ministerium. Auf der Straße gibt Bagge seinem jungen Begleiter Aufklärung, indem er bestätigt, dass die beiden Frauen tatsächlich vergeblich ihren Kopf daran gesetzt haben, ihn zu heiraten. Dies sei allerdings nicht möglich gewesen. Dann erzählt Bagge seine ungewöhnliche Geschichte.
Die Handlung springt in die Anfänge des Ersten Weltkrieges. "Ich"-Erzähler ist nun Bagge. Im Winter des Jahres 1915 befindet er sich als Offizier mit seiner berittenen Einheit im nordöstlichen Zipfel Ungarns, nahe der Stadt Tokaj. Das Oberkommando führt Bagges Vorgesetzter Rittmeister von Semler, ein launischer und schwieriger Mann, über dessen Familie zahlreiche Geistergeschichten im Umlauf sind. Obwohl nicht näher ausgeführt, ist schon damals den Beteiligten der beginnende Anachronismus berittener Kriegsführung bewusst. Eine Atmosphäre der Vergeblichkeit umgibt das Geschehen von Anfang an. Bagges Reitereinheit befindet sich auf einer Aufklärungsmission nordwärts. An einer Brücke wird die Schwadron aufgrund Semlers impulsiven Befehls in einen waghalsigen Angriff gegen russische Maschinengewehre verwickelt, der wider Erwarten erfolgreich verläuft. Die Reiter galoppieren über die Brücke. Während des Gefechts wird Bagge von aufgewirbelten Gesteinsbrocken an der Brust und an der Schläfe getroffen, jedoch nicht ernstlich verletzt.
Kurz darauf trifft die Einheit in der Garnisonsstadt Nagy-Mihaly ein. Die Soldaten werden herzlich begrüßt. Man macht Bekanntschaft mit den führenden Familien im Ort, darunter der Familie v. Szent-Kiraly, Freunde von Bagges Mutter. Bagge verliebt sich in die ebenso schöne wie rätselhafte Tochter der Szent-Kiralys und geht eine leidenschaftliche Beziehung zu ihr ein. Die beiden heiraten. Zunehmend indes zweifelt Bagge an seinen Sinneswahrnehmungen; die seltsam friedliche und festliche Atmosphäre der Stadt verwirrt ihn. Dazu kommt, dass in der ganzen Umgebung keine feindlichen Truppen mehr gesichtet werden.
Unmittelbar nach der Hochzeit befiehlt Rittmeister Semler den Aufbruch; auch er ist unruhig und hofft, den Feind weiter im Norden zu finden. Tagelang zieht die Schwadron durch Ungarn, dabei verdüstert sich die Landschaft immer mehr. Als man schließlich erneut einen Fluss überqueren soll, erkennt Bagge die Unwirklichkeit des Geschehens und überschreitet die Brücke nicht, während seine Kameraden hinüber reiten. Nun erst stellt sich heraus, dass alle Erlebnisse seit dem Überqueren der ersten Brücke acht Tage zuvor ein traumähnlicher Zustand waren. In Wirklichkeit starben beinahe alle Mitglieder der Schwadron im Maschinengewehrfeuer der Russen. Bagge wurde schwer verwundet.
Die Novelle verlässt im Ausklang den Ersten Weltkrieg und kehrt zurück zur Rahmenhandlung. Bagge reflektiert und interpretiert für seinen jungen Zuhörer das Geschehen: Er schwebte nach dem Angriff acht Tage lang in einem Lazarett in einem Dämmerzustand zwischen Leben und Tod, während seine Kameraden die Grenze ins Jenseits überschritten. Nach dem Krieg ist Bagge nochmals nach Ungarn gereist und sucht nach den Spuren. Namentlich die Liebe zu Charlotte steht intensiv vor ihm. Er findet die Landschaft und die Städte weitgehend so, wie er sie in seinem Traum gesehen hat. Doch sind die Ähnlichkeiten traumhaft. Sie entsprechen der Wirklichkeit, weichen aber in entscheidenden Aspekten davon ab. Die Menschen, die er im Traum getroffen hat, sind in Wahrheit tot. Auch eine reale Charlotte hat es gegeben, doch auch diese verstorbene junge Frau hat mit dem Traumgespinst allein den Namen gemeinsam. Wieder gelangt Bagge zur selben Brücke. Er wagt aber immer noch nicht, sie zu überschreiten.

## Rezeption

### Zeitgenossen
„Inmitten der vielfachen Ärgernisse, mit denen die Zeit mich beschenkt, muss ich einer seltenen Freude besonders gedenken. Ihr „Baron Bagge“ ist ein Meisterwerk! Wie hier Traum und Wirklichkeit randlos ineinandergleiten und eine Sphäre visionärer Helligkeit geschaffen ist, eine aus Fieber und erregtem Blut bildnerisch gefärbte Fülle, das ist gerade zu magisch. […]  wirklich, Sie haben
diese Novelle, diese unvergessbare, im Zustand der Gnade geschrieben.“

„Nirgends ist dieser Gang in „jenes unbekannte Land, aus des' Bezirk kein Wanderer wiederkehrt“, mit solcher Bildkraft, Anschaulichkeit und Traumphantasie nachgezeichnet worden wie im „Baron Bagge“, der schönsten Novelle, die Alexander Lernet-Holenia geschrieben hat.“

Friedrich Torberg betrachtete die Novelle als Lernet-Holenias Meisterwerk und sprach von einer „oszillierenden, im rechten Sinn tiefgründigen Durchdringung von Leben und Tod, Traum und Wirklichkeit.“ Jorge Luis Borges zeigte sich vom Baron Bagge beeindruckt und erkannte Parallelen zu Juan Rulfos später entstandenem einflussreichen Roman Pedro Páramo – in beiden Werken bereist der Protagonist eine Traumwelt zwischen Leben und Tod, begegnet bereits verstorbenen Menschen und erlebt eine unwirkliche Atmosphäre. Horst Lange schätzte Lernet-Holenias Novelle sehr und wies vor allem auf die Verbindungen zu Rilkes Erzählung Die Weise von Liebe und Tod des Cornets Christoph Rilke und Hofmannsthals Reitergeschichte hin.